# 權姬淑
權姬淑（韓語：권희숙，1978年9月25日—），是一名已退役韓國女子羽球運動員。
權姬淑代表韓國參加2002年優霸盃。在對陣中國的決賽中，她出賽第二單打，以3:7、4:7、7:5、3:7輸給龔睿那。最終韓國隊以1-3落敗而獲得亞軍。
在同年的亞洲運動會上，她還與球隊一起贏得了女子團體銀牌。她在2006年越南羽球公開賽上獲得第三名。 